# Кози (Куявсько-Поморське воєводство)
Кози (пол. Kozy) — село в Польщі, у гміні Пйотркув-Куявський Радзейовського повіту Куявсько-Поморського воєводства.
Населення — 150 осіб (2011).
У 1975-1998 роках село належало до Влоцлавського воєводства.

## Демографія
Демографічна структура станом на 31 березня 2011 року:
|          | Загалом | Допрацездатний вік | Працездатний вік | Постпрацездатний вік |
| -------- | ------- | ------------------ | ---------------- | -------------------- |
| Чоловіки | 82      | 22                 | 51               | 9                    |
| Жінки    | 68      | 12                 | 41               | 15                   |
| Разом    | 150     | 34                 | 92               | 24                   |